# Marki Alonia
Marki Alonia (griechisch Μαρκί Αλώνια) ist eine Ausgrabungsstätte auf Zypern südlich des Flusses Alykos und etwa 15 km südlich der modernen Stadt Nikosia gelegen. Ausgrabungen fanden hier von 1991 bis 2000 statt, die die größte Siedlung der Frühen Bronzezeit auf Zypern freilegten. Etwa 2000 m² wurden freigelegt. Neun Schichten konnten unterschieden werden, die es möglich machen, die Entwicklung des Dorfes über 500 Jahre zu verfolgen  Die Reste datieren in die Frühe Bronzezeit I und Frühe Bronzezeit II (etwa 2400 bis 1900 v. Chr.). 
Die Reste der Siedlung decken ein Gebiet von etwa 5 bis 6 Hektar ab. Das Standardhaus war rechteckig, hatte mehrere Räume und war aus Lehmziegeln mit Steinfundamenten errichtet. Meist gab es zwei oder drei Räume und einen Hof. In den ältesten Phasen, die der Philia-Kultur zuzurechnen ist,  war das Dorf nur dünn besiedelt. In Phase A sind nur zwei Häuser bezeugt. In den späteren Phasen ist das ganze ausgegrabene Gebiet dicht bebaut. Der Plan der Siedlung ist unregelmäßig. Die Höfe hatten oftmals einen Kieselboden. In diversen Räumen fanden sich an die Wand gebaute Bänke. Es fanden sich auch einige Öfen. Kleinfunde stammen meist aus dem Inneren der Häuser, nicht jedoch aus den Höfen. Tierknochen zeigen, dass Rinder, Schafe und Schweine gehalten wurden. Es fanden sich auch Eselsknochen.
Aus dem Ort stammen drei Gussformen für die Herstellung von Äxten (oder für Barren in Axtform). Es handelt sich um den bisher sichersten Beleg für Metallverarbeitung auf der Insel in der Frühen Bronzezeit.